# Debreceni ortodox zsinagóga
A Debreceni ortodox zsinagóga vagy Pásti utcai orthodox zsinagóga egy debreceni zsidó vallási épület.

## Története
A Debreceni ortodox zsinagóga Berger Jenő tervei szerint 1884-ben vagy 1893-ban épült fel, de hivatalos avatása csak 1902-ben történt meg. A háborúban az épület károkat szenvedett, és 1945 után felújítására nem volt megfelelő anyagi háttér. Ebben az állapotában 1984-ig működött. 2001-ben részleges felújítást hajtottak végre rajta, aminek keretében megújult a homlokzat a tetőszerkezettel együtt. A teljes rekonstrukció 2012 és 2015 között zajlott. Azóta állandó- és időszakos kiállítások, illetve kulturális rendezvények helyszíneként üzemel.

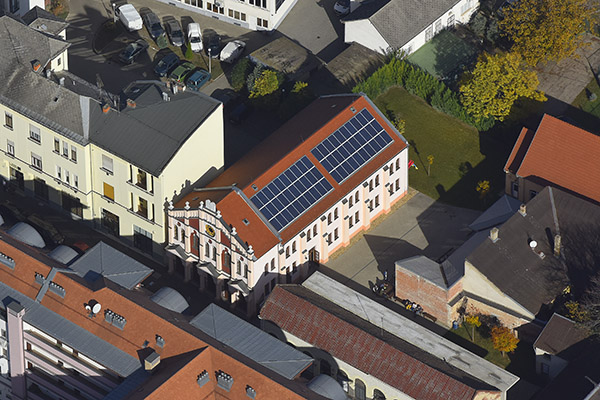
Debreceni ortodox zsinagóga - légi fotó (Pásti utca)

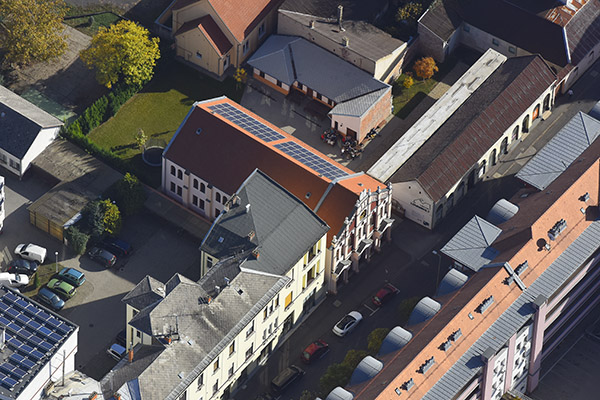
Debreceni ortodox zsinagóga - légi felvétel (Pásti utca)